# Auspicato concessum
Auspicato concessum, en español Por una dichosa merced,  es la décima encíclica de León XIII, datada el 17 de septiembre de 1882, y escrita con motivo del séptimo centenario del nacimiento de Francisco de Asís, con el deseo de que se propague la tercera orden

## León XIII y la Tercera Orden de San Francisco
Tal como el propio papa recoge en esta enclica, León XIII tuvo siempre un interés particular por la Orden Tercera de los franciscanos, pues consideraba que se trataba de un instrumento muy adecuado para influir, a través del ejemplo y la acción de los hermanos, en la sociedad, haciendo que arraigasen y creciesen en el pueblo las virtudes de la sobriedad, la caridad y la justicia.
Este es el mensaje que el papa transmite en la encíclica (17 de septiembre de 1882), como un antecedente de la Constitución Apostólica Misericords Dei Filius, que promularía poco tiempo después (30 de mayo de 1883), y con la que adapta la Regla de las Tercera Orden a las circunstancias de su tiempo, como un modo de favorecer su propagación.

## Contenido de la encíclica

### Celebración del 7.º centenario de San Francisco de Asís
Auspicato concessum est populo christinao ano duorum virorum memoriam brevi temporis intervalo recolere, qui ad sempiterna sanctitatis praemia in caelum evocati, praeclaram alumnorum copiam, 
tamquam virtutum suarum perpetuo  renascentem propaginem, in terris reliquuerunt
Por una dichosa merced, el pueblo cristiano ha podido celebrar en un breve intervalo el recuerdo de los dos hombres que, llamados a gozar en el cielo de las eternas recompensas de la santidad, dejaron sobre la tierra una gloriosa falange de discípulos, como retoños que sin cesar renacen de sus virtudes.
Inicio encíclica Auspicato concessum

El papa se refiere con estas palabras a la coincidencia en un breve paso de tiempo del centenario de dos santos: Benito de Nursia y Francisco de Asís. Alabando la devoción con la que se está celebrando este centenario, hace notar que 

Mas, por loable que sea este celo, no consiste en él todo. Porque es preciso pensar que serán agradables a Francisco esos honores que se preparan, si aprovechan a los mismos que los tributan.
Ahora bien, el fruto real y duradero consiste en asemejarse de algún modo a su eminente virtud y en procurar ser mejores imitándole. Si con la ayuda de Dios se trabaja para ello con ardor, se habrá encontrado el remedio oportuno y eficaz para los males presentes.
Encíclica Auspicato concessum, ASS vol XV, p. 146.

Introduce así el papa el objetivo de la encíclica excitar vuestra caridad para que trabajéis con Nos en la salvación de los hombres gracias al remedio que os hemos indicado.

### La sociedad de la época de San Francisco
Pasa el papa a exponer los males que acuciaban la sociedad en que vivía San Francisco: en amor desenfrenado a las riquezas al lujo ya los placeres, la envidia y los celos entre los conciudadanos, las guerras entre las ciudades vecinas y dentro de la propias ciudades. En esa situación y para restablecer la salud pública Dios escogió a Francisco de Asís. quien con admirable sencillez y constancia se esforzó por presentar, en medio de ese mundo corrompido, la imagen de la perfección cristiana.

Con el amor a la Cruz entró en el corazón de Francisco con una ardiente caridad que lo impulsó a propagar con celo el nombre cristiano y a exponerse, por tal motivo, incluso a un evidente peligro de su vida. Abrazaba a todos los hombres en esta caridad; pero buscaba especialmente los pobres y los pequeños, de suerte que parecía colocarse entre aquellos de quienes los demás acostumbraban a retraerse, o a los que orgullosamente despreciaban.
Encíclica Auspicato concessum, ASS vol XV, p. 148.

### La fundación de la Tercera Orden
El ejemplo de Francisco movió a muchos hombres y mujeres a seguirle, uniéndose a la Orden de Frailes Menores, que él había fundado, o la Segunda Orden de las clarisas, pero Francisco comprendió que entre los que deseaban seguir sus enseñanzas no estaban en condiciones de abandonar a la familia y entrar en las órdenes que había fundado. Esto le llevó a establecer la cofradía de la Tercera Orden, abierta a toda clase de hombres y mujeres, que sin romper sus vínculos con la sociedad se esforzaban pro vivir las virtudes que Francisco predicaba. 
De este modo 

Los asociados en la Orden Tercera mostraron siempre tanta piedad como valor en la defensa de la religión católica: si estas virtudes les valieron el odio de los malos, ellas les atrajeron, al menos, la estimación de los sabios y los buenos, única cosa que debe buscarse y la más honrosa de todas. Y aun nuestro predecesor Gregorio IX, habiendo alabado públicamente su valor y su fe, no vaciló en cubrirles con su autoridad y en llamarles honoríficamente "soldados de Cristo, nuevos Macabeos". Este elogio era merecido. Porque daba gran fuerza al bien público que esta corporación de hombres que tomaban por guía las virtudes y las reglas de su fundador, se aplicasen tanto como pudieran a hacer revivir en el Estado las honradas costumbres cristianas.
Enciclica Auspicato concessum, ASS vol XV, p. 150.

### Actualidad de la Tercera Orden
El papa señala las semejanzas que hay entre los males que aquejaban a la sociedad en el siglo XIII, y los de la época en que escribe la encíclica, en la que se multiplican los propagadores de un naturalismo que rechazan a la Iglesia, niegan el poder civil, aprueban la violencia, ponen en duda la propiedad y así quebrantan los fundamentos del orden social y doméstico. 
Una situación que se resolvería si se extendiese el mensaje de Francisco, es por esto, dice el papa que 

hemos deseado de todo corazón, desde hace mucho tiempo, proponeros la imitación de Francisco de Asís. Y porque hemos tenido siempre un interés particular por la Orden Tercera de los franciscanos, hoy que hemos sido llamados por la altísima bondad de Dios a este soberano pontificado, como se ofrece una ocasión oportuna de hacerlo, exhortamos vivamente a los cristianos a que se hagan inscribir en esta santa milicia de Jesucristo. Se encuentra por todas partes un gran número de personas del uno y del otro sexo que marchan generosamente detrás de los pasos del Padre Seráfico.
Enciclica Auspicato concessum, ASS vol XV, p. 152.

Concluye el papa la encíclica, antes de impartir la bendición apostólica, exhortando a los obispos para que cuiden e impulsen esta Tercera Orden, y recomienda a sus socios que se revistan con los sagrados signos de la Orden de la Penitencia, y miren y se acerquen a San Francisco, sin lo que no podría realizase nada de lo que se desea.